# Old Saybrook
Old Saybrook är en kommun (town) i Middlesex County i delstaten Connecticut, USA med cirka 10 367 invånare (2000). 2010 hade orten 10 242 invånare. Den har enligt United States Census Bureau en area på totalt 55,9 km² varav 17 km² är vatten.